# HuisDrill 10000
De HuisDrill 10000 is een ontwerp van boorschepen van Huisman. Het is ontworpen voor waterdieptes tot 12.000 voet (3650 m). Het is uitgerust met een dubbele boortoren en een dynamisch positioneringssysteem. De HuisDrill 12000 is een verdere ontwikkeling van dit ontwerp.

## HuisDrill-serie
| Type            | Naam                  | Werf                           | Jaar          | IMO-nummer |
| --------------- | --------------------- | ------------------------------ | ------------- | ---------- |
| HuisDrill 10000 | Noble Globetrotter I  | STX Dalian Shipbuilding, M4001 | 31 maart 2011 | 9540845    |
| HuisDrill 10000 | Noble Globetrotter II | STX Dalian Shipbuilding, F1004 | 21 juli 2012  | 9600786    |